# 西涅格拉佐沃湖
55°00′56″N 61°25′13″E / 55.0156°N 61.4203°E
西涅格拉佐沃湖（俄语：Синеглазово），是俄羅斯的湖泊，位於該國西南部車里雅賓斯克州，處於車里雅賓斯克南部，面積9.92平方公里，海拔高度214米，最大水深3.1米。